# 소빈 이씨
소빈 이씨(昭嬪 李氏, 생몰년 미상)는 조선 중기의 왕실의 여인으로, 제14대 선조의 사친 덕흥대원군(德興大院君)의 유모이다.

## 생애
조선 중기의 왕실의 여인으로 생몰년 미상, 본관은 함양(咸陽)이다. 제14대 선조의 사친 덕흥대원군(德興大院君)의 유모이다. 내명부 품계 빈(嬪)에 책봉된 것으로 보아 왕의 후궁으로 볼 수 있으나, 정확한 것은 알려져 있지 않다.
그리고 소빈에 대한 사료는 조선왕조실록(광해군일기)을 통해 어디에 살았으며, 누구인지를 조금 파악할 수 있을 뿐이다. 광해군일기에 처음 등장하는데, 내용을 보면
1617년(광해 9) 6월 7일 영건 도감이 아뢰기를,
“사직을 설치한 것은 제도가 아주 잘 갖추어져서, 동서 남북에 각각 보수(步數)가 있어 분명하게 「여지승람(輿地勝覽)」에 실려 있습니다. 그러니 비록 한 치의 땅이라도 침범해서는 안됨이 분명합니다. 현재 외간의 물의가 모두 ‘사직의 담장을 안쪽으로 들여 쌓는 것이나 사우를 이설하는 것이 모두 온당치 못하다.’고 하고 있습니다만, 그 사이에 어찌 경중이 없겠습니까.
지금 성상의 분부를 받들건대, 성상의 뜻이 지당하다는 것을 모르지는 않습니다. 그러나 반복해서 생각해 보건대, 사직의 담장을 들여 쌓는 것이 대원군의 사우(德興宮)를 옮기는 것보다 훨씬 더 온당치 못합니다. 더구나 소빈(昭嬪) 댁은 바로 대원군의 양댁(養宅)입니다. 임진년 난리 뒤에 대원군의 신주를 여러 해 동안 이곳에다 봉안(奉安)하였으며, 그 집의 동산은 넓고 툭 트였으며 높고 습기가 없어서 사우를 세우기에 아주 마땅합니다. 그리고 성지(性智) 역시 조용하고 평온하여서 옛 사우보다 더 나을 것이라고 하는 바, 대원군을 떠받드는 예에 있어서 조금도 흠이 없을 듯합니다.
성지와 시문용(施文用)은 비록 들여 쌓고자 하나, 풍수에 무방한데 어찌 이처럼 편리한 계책을 버려두고 억지로 침범해서는 안 될 지역에 들여 쌓겠습니까. 황공하게도 감히 아룁니다.”하니, 답하기를,“두 가지 일이 다 타당치 못한 듯하다. 널리 조정의 의견을 모아서 정하라.”하였다.

그리고 덕흥대원군의 증손인 밀산군 이찬신도비에도 소빈에 대해 잠깐 나오는데, 신도비 내용은 이러하다.
“처음에 부군(밀산군)은 아버지(당은군 이인령)의 명으로 소빈(昭嬪)의 제사를 모시기로 하여 소빈의 옛 집에서 살았다. 광해군이 별궁(인경궁)을 영건할 때 터가 좁다고 걱정하자 존속 한 사람이 그 집을 헌납해버려 부군은 한 마디도 못하고 곧장 북쪽 산 아래 새로 집을 지었다.” 기록이 있다.

현재 소빈묘는 경기도 남양주시 별내동 덕릉마을 내 도정궁 사손 당은군이인령묘 좌강에 있다.